# Freccia Vallone 1982
La Freccia Vallone 1982, quarantaseiesima edizione della corsa, si svolse il 15 aprile 1982 per un percorso di 251 km. La vittoria fu appannaggio dell'italiano Mario Beccia, che completò il percorso in 6h42'00" precedendo il norvegese Jostein Wilmann e il belga Paul Haghedooren.
Al traguardo di Huy furono 60 i ciclisti, dei 186 partiti da Charleroi, che portarono a termine la competizione.

## Ordine d'arrivo (Top 10)
| Pos. | Corridore        | Squadra           | Tempo    |
| ---- | ---------------- | ----------------- | -------- |
| 1    | Mario Beccia     | Hoonved           | 6h42'00" |
| 2    | Jostein Wilmann  | Capri Sonne       | a 1"     |
| 3    | Paul Haghedooren | Capri Sonne       | a 14"    |
| 4    | Ad Wijnands      | TI-Raleigh        | s.t.     |
| 5    | Hennie Kuiper    | DAF Trucks        | s.t.     |
| 6    | Hans Langerijs   | B&S-Elro-Concorde | a 20"    |
| 7    | Giuseppe Saronni | Del Tongo-Colnago | a 27"    |
| 8    | Sean Kelly       | Sem-France Loire  | s.t.     |
| 9    | Phil Anderson    | Peugeot-Shell     | s.t.     |
| 10   | Alfons De Wolf   | Vermeer Thijs     | s.t.     |